# Evangelische Kirche (Rohrbach)

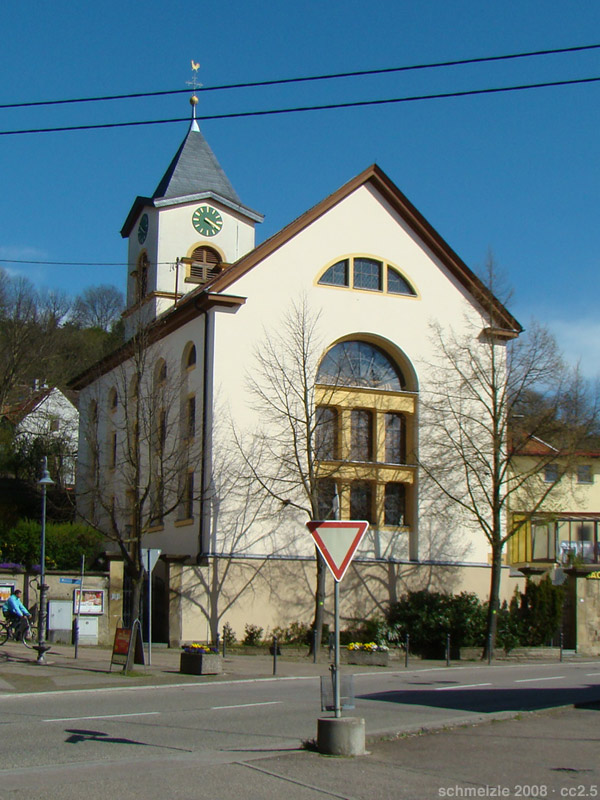
Evangelische Kirche in Rohrbach

Die Evangelische Kirche in Rohrbach, einem Stadtteil der Großen Kreisstadt Sinsheim im Rhein-Neckar-Kreis im nördlichen Baden-Württemberg, wurde 1823 an der Stelle eines Vorgängerbauwerks erbaut.

## Geschichte
Die alte Rohrbacher Kirche stürzte 1661 aufgrund von Baufälligkeit ein. Das notdürftig reparierte Bauwerk kam im Zuge der pfälzischen Kirchenteilung von 1705 an die reformierte Gemeinde des Ortes. Ein Neubau an der Stelle der heutigen Kirche fand 1712 durch die lutherische Gemeinde statt. Dieser wurde, nach dem Zusammenschluss von Lutheranern und Reformierten zur evangelischen Landeskirche, 1823 durch die heutige klassizistische Kirche ersetzt, die 1825 geweiht wurde.

## Glocken
Für die Rohrbacher Kirchen sind zahlreiche historische Glocken belegt. Eine 45 kg schwere Bronzeglocke wurde 1485 gegossen. Sie trug die Inschrift AVE MARIA GRACIA ANNO DM MCCCCLXXV, war aber schon vor dem Ersten Weltkrieg nicht mehr vorhanden. Aus den Gussjahren 1754 und 1775 sind zwei Bronzeglocken von Anselm Franz Speck aus Heidelberg belegt. Im 19. Jahrhundert wurden verschiedene Glocken für Rohrbach, meist in der Glockengießerei Bachert in Dallau, neu- oder umgegossen.
Nach dem Ersten Weltkrieg besaß die Kirche noch eine 1750 bei Johann Jakob Speck in Bruchsal gegossene Bronzeglocke mit dem Schlagton a‘‘, einem Durchmesser von 80 cm und einem Gewicht von 250 kg. Ihre Inschrift lautet IOHANN GEORG ETPIARI EVANGELISCHER PFARRER IACOB FIEBEIS SCHVLTHEIS GEORG WENDEL HOLDERMANN GEORG ALGEIER BEEDE HEILIGENPFLEGER IOHANN IACOB SPECK IN BRVCHSALL GOS MICH VOR DIE EMEINDG ROHRBACH ANNO 1750. Zur Vervollständigung des Geläuts wurden 1922 bei Bachert in Karlsruhe zwei neue Glocken gegossen. Die größere mit einem Gewicht von 240 kg musste im Zweiten Weltkrieg, ebenso wie die alte Glocke von 1750, wieder abgeliefert werden. Die kleinere Glocke von 1922 hat den Schlagton es‘‘, einen Durchmesser von 63 cm und ein Gewicht von 140 kg. Ihre Inschrift lautet DANK EUCH DIE IHR IM KAMPF ALS HELDEN GESTORBEN, TREU BIS ZUM TOD HABT IHR DAS LEBEN ERWORBEN. SEI GETREU BIS AN DEN TOD SO WILL ICH DIR DIE KRONE DES LEBENS GEBEN. GEGOSSEN I. J. 1922 VON GEBR. BACHERT IN KARLSRUHE I. B. Die alte Glocke von 1750 kehrte 1947 unversehrt nach Rohrbach zurück. 1956 wurde das Geläut durch eine bei Rinker in Sinn gegossene Glocke wieder zum Dreigeläut erweitert. Die Glocke von 1956 hat den Schlagton des‘‘, einen Durchmesser von 69 cm und ein Gewicht von 203,5 kg. Ihre Inschrift lautet O LAND, LAND, LAND, HOERE DES HERRN WORT. UNSEREN GEFALLENEN VON 1939 – 1949 ZU EHREN IN DANKBARKEIT DIE EVANG. GEMEINDE ROHRBACH A. D. 1956.